# Aclonifen
Aclonifen (ISO-naam) is een herbicide. Het behoort tot de difenylethers.
Het is oorspronkelijk ontwikkeld door het Duitse bedrijf Celamerck uit Ingelheim en kwam rond 1983 op de markt. Merknamen zijn Challenge en Bandur. Via Rhône Poulenc en Aventis CropScience zijn deze uiteindelijk bij Bayer CropScience terechtgekomen. De octrooibescherming van de stof is afgelopen.

## Synthese
Aclonifen wordt bereid in de condensatiereactie van 2,3-dichloor-6-nitroaniline met fenol of een fenolzout, in een inert oplosmiddel. 2,3-dichloor-6-nitroaniline op zijn beurt is het reactieproduct van 1,2,3-trichloor-4-nitrobenzeen en ammoniak.

## Toepassingen
Aclonifen is een geel poeder of gele kristallen, maar het wordt gewoonlijk verkocht in vloeibare vorm als een suspensieconcentraat dat met water moet worden gemengd en versproeid. Het wordt ingezet tegen eenjarige grasachtige en tweezaadlobbige onkruiden. Het wordt versproeid op de grond vóór het uitkomen van het onkruid of rechtstreeks op de onkruiden. Het remt de biosynthese van carotenoïden.

## Regelgeving
De Europese Commissie heeft aclonifen opgenomen in de lijst van gewasbeschermingsmiddelen die in de Europese Unie kunnen toegelaten worden; de geldigheidsperiode loopt van 1 augustus 2009 tot 31 juli 2019.
In België zijn Challenge en Interdur (merknaam van Iticon) toegelaten bij de teelt van aardappelen en voedererwten.

## Eigenschappen
De (berekende) dissociatieconstante van −3,15 lijkt erop te wijzen dat aclonifen een sterk zuur zou zijn (dit wordt ook zo gemeld in meerdere bronnen van informatie op het internet), maar deze dissociatieconstante betreft de overgang van het geprotoneerde aclonifen naar de neutrale species. De berekende dissociatieconstante voor deprotonering van (het neutrale) aclonifen is 16,63. Aclonifen zal dus bij een pH tussen −3 en 16 juist voornamelijk ongedissocieerd in oplossing zijn, en het is zeker geen sterk zuur. De zeer lage wateroplosbaarheid van aclonifen bevestigd dit, een sterk zuur zou een veel hogere wateroplosbaarheid vertonen.
Het heeft een lage acute toxiciteit. In het onderzoek voor de toelating van aclonifen in de Europese Unie is voorgesteld om de stof ook in te delen als irriterend, schadelijk en mogelijk kankerverwekkend (categorie 3) op basis van proeven op ratten waarbij hersentumoren werden vastgesteld.
In de bodem is het matig persistent (de halveringstijd varieert van 30 tot 130 dagen); in water daarentegen is het zeer stabiel en het hydrolyseert niet bij pH-waarden tussen 5 en 9. Het is ook toxisch tot zeer toxisch voor waterorganismen, en is daarom als een milieugevaarlijke stof ingedeeld. Het is een van de prioritaire stoffen op het gebied van het waterbeleid in de Europese Unie, waarvoor gestreefd wordt naar een vermindering van de verontreiniging en het stopzetten of geleidelijk beëindigen van lozingen of emissies in water.